# Cărpinet
Cărpinet è un comune della Romania di 2 090 abitanti, ubicato nel distretto di Bihor, nella regione storica della Transilvania.
Il comune è formato dall'unione di 4 villaggi: Călugări, Cărpinet, Izbuc, Leheceni.